# ذا كرو (لعبة فيديو)
ذا كرو (بالإنجليزية: The Crew)‏ ، هي لعبة فيديو من نوع سباق السيارات، صدرت اللعبة بتاريخ 11 نوفمبر عام 2014م، وتوفرت الترجمة باللغة العربية من خيارات الترجمة (Subtitle) للعبة.

## معلومات عن اللعبة
اللعبة من تطوير يوبي سوفت واللعبة سوف تتوفر بالطور الفردي والجماعي واللعبة تحتاج التوصيل الدائم بالانترنت حتى في الطور الفردي  وتتميز لعبة ذا كرو بأنها قيادة في عالم مفتوح في الولايات المتحدة الأمريكية وقد يتطلب الوصول من من أول الخريطة إلى اخيرها إلى أكثر من 90 دقيقة قيادة مستمرة. وطور القصة وحده يصل لحوالي 20 ساعة من اللعب. وتستطيع اللعب بالمهام لوحدك أو مع أصدقائك أونلاين.وتم إصدار النسخة تجريبية الأولى من اللعبة في 21 يوليو 2014 على الحاسوب فقط وتم إصدار النسخة تجريبية الثانية في 25 أغسطس 2014 على الحاسوب فقط أيضاً لفترة محدودة إلى 29 أغسطس 2014 سوف يتم إصدار النسخة التجربية من اللعبة على بلاي ستيشن 4 , إكس بوكس ون في شهر سبتمبر.

## وصلة خارجية
- ذا كرو على موقع IMDb (الإنجليزية)
- الموقع الرسمي